# Municipio de Tilden (Iowa)
El municipio de Tilden (en inglés: Tilden Township) es un municipio ubicado en el condado de Cherokee en el estado estadounidense de Iowa. En el año 2010 tenía una población de 167 habitantes y una densidad poblacional de 1,78 personas por km².

## Geografía
El municipio de Tilden se encuentra ubicado en las coordenadas 42°41′31″N 95°48′3″O / 42.69194, -95.80083. Según la Oficina del Censo de los Estados Unidos, el municipio tiene una superficie total de 93.92 km², de la cual 93,92 km² corresponden a tierra firme y (0 %) 0 km² es agua.

## Demografía
Según el censo de 2010, había 167 personas residiendo en el municipio de Tilden. La densidad de población era de 1,78 hab./km². De los 167 habitantes, el municipio de Tilden estaba compuesto por el 99,4 % blancos y el 0,6 % eran de una mezcla de razas. Del total de la población el 0 % eran hispanos o latinos de cualquier raza.